# Angelika Grays
Angelika Grays (Kiev; 22 de febrero de 1992) es una actriz pornográfica y modelo erótica ucraniana.

## Biografía
Natural de Kiev, comenzó su carrera en la industria pornográfica a comienzos de 2017, cuando contaba 25 años de edad, grabando sus primeras escenas en estudios europeos. Posteriormente, ganando peso en la industria, acabó trasladándose a California (Estados Unidos), para continuar su carrera.
Como actriz ha trabajado para estudios europeos y estadounidenses como Marc Dorcel Fantasies, Private, Teen Mega World, 21Sextury, Blacked, Evil Angel, Digital Sin, Nubiles, Tushy, Vixen, Girlfriends Films, Reality Kings o Babes, entre otros.
En 2019 recibió sus primeras nominaciones en los Premios XBIZ de Europa a la Mejor nueva estrella y a la Mejor escena de sexo lésbico, junto a Amirah Adara, Red Fox y Tiffany Tatum, por Bad Girls: Lesbian Addiction. En 2020 debutaba en los Premios AVN, donde fue nominada a la Artista emergente extranjera del año, y conseguía dos nuevas nominaciones en los XBIZ Europa a Artista femenina del año y a Mejor escena de sexo lésbico por Bad Girls 2: Lesbian Desires, con Alexis Crystal y Cléa Gaultier.
Ha rodado más de 340 películas como actriz.
Algunos trabajos suyos son A Tender Kiss, Beautifully Young 2, Erotic Awakening, Fantasstic DP 35, Hard Orgasm, Interracial Threesomes 9, Lesbian Sleepover, o Rocco's True Stories 2.

## Premios y nominaciones
| Año  | Ceremonia           | Resultado | Premio                                  | Trabajo                      |
| ---- | ------------------- | --------- | --------------------------------------- | ---------------------------- |
| 2019 | Premios XBIZ Europa | Nominada  | Mejor nueva estrella                    | —                            |
| 2019 | Premios XBIZ Europa | Nominada  | Mejor escena de sexo lésbico            | Bad Girls: Lesbian Addiction |
| 2020 | Premios AVN         | Nominada  | Artista emergente extranjera del año    | —                            |
| 2020 | Premios XBIZ Europa | Nominada  | Artista femenina del año                | —                            |
| 2020 | Premios XBIZ Europa | Nominada  | Mejor escena de sexo lésbico            | Bad Girls 2: Lesbian Desires |
| 2020 | Spank Bank Awards   | Nominada  | Downward Doggystyle                     | —                            |
| 2020 | Spank Bank Awards   | Nominada  | Most Luscious Labia                     | —                            |
| 2021 | Premios AVN         | Nominada  | Artista femenina extranjera del año     | —                            |
| 2021 | Premios XBIZ Europa | Nominada  | Artista femenina del año                | —                            |
| 2022 | Premios AVN         | Nominada  | Artista femenina extranjera del año     | —                            |
| 2022 | Premios AVN         | Nominada  | Mejor escena de sexo internacional      | Rocco's Insatiable MILFs     |
| 2022 | Premios AVN         | Nominada  | Mejor escena de sexo anal internacional | Cherry's Anal Beauties       |
| 2023 | Premios AVN         | Nominada  | Mejor escena de sexo anal internacional | Wicked Games                 |
| 2025 | Premios AVN         | Nominada  | Aparición mainstream del año            | —                            |